# مارکوس پونس
مارکوس پونس (به انگلیسی: Marcos Pontes) فضانورد اهل برزیل است که در ۱۱ مارس ۱۹۶۳ میلادی در بائورو زاده شد. وی در مأموریت سایوز تی‌ام‌ای-۸، سایوز تی‌ام‌ای-۷ حضور داشته است.